# 컨군
컨군(Kern county)은 미국 캘리포니아주의 남부에 위치한 군이다. 면적상으로 보면 샌버너디노군, 인요군 다음으로 캘리포니아주내에서 3번째로 큰 군이다.

## 개요
1866년에 신설되었다. 군청 소재지는 대한민국의 부천시와 자매결연을 맺은 베이커즈필드이며 2010년 기준 인구는 약 84만명이었다. 모하비 사막의 서부에 위치하며 전체 넓이는 21140 평방 킬로미터이다.

## 인구
| 인구조사                                                      | 인구    | Note | %±     |
| ------------------------------------------------------------- | ------- | ---- | ------ |
| 1870년                                                        | 2,925   |      | —      |
| 1880년                                                        | 5,601   |      | 91.5%  |
| 1890년                                                        | 9,808   |      | 75.1%  |
| 1900년                                                        | 16,480  |      | 68.0%  |
| 1910년                                                        | 37,715  |      | 128.9% |
| 1920년                                                        | 54,843  |      | 45.4%  |
| 1930년                                                        | 82,570  |      | 50.6%  |
| 1940년                                                        | 135,124 |      | 63.6%  |
| 1950년                                                        | 228,309 |      | 69.0%  |
| 1960년                                                        | 291,984 |      | 27.9%  |
| 1970년                                                        | 329,162 |      | 12.7%  |
| 1980년                                                        | 403,089 |      | 22.5%  |
| 1990년                                                        | 543,477 |      | 34.8%  |
| 2000년                                                        | 661,645 |      | 21.7%  |
| 2010년                                                        | 839,631 |      | 26.9%  |
| 2020년                                                        | 909,235 |      | 8.3%   |
| U.S. Decennial Census 1790–1960 1900–1990 1990–2000 2010–2015 |         |      |        |

## 특색
공항이 많은 곳이기도 하나, IATA 공항 코드가 부여된 공항만 6곳이 달려 있다.
- 미도즈필드 공항(IATA: BFL, en) - 베이커즈필드 인근에 위치한 군의 중심 공항이다.
- 에드워즈 공군 기지(IATA: EDW)
- 모하비 공항 및 우주항(IATA: MHV)
- 샤프터 공항(IATA: MIT, en)
- 인요컨 공항(IATA: IYK, en)
- 테하차피 공항(IATA: TSP, en)